# Svatojakubská hrušeň
Svatojakubská hrušeň je památný strom hrušeň domácí (Pyrus domestica) v Kadani v okrese Chomutov v Ústeckém kraji.
Roste v Mostecké pánvi v nadmořské výšce 295 m ve Věžní ulici pod železničním náspem trati z Kadaně do Kaštic.

## Základní údaje
Obvod kmene měří 138 cm, koruna stromu dosahuje do výšky 8 metrů (měření 2010). V roce 2010 bylo stáří stromu odhadováno na 100 let.
Hrušeň je chráněna od roku 2010 jako strom s významným vzrůstem.

## Stromy v okolí
- Kadaňská hrušeň
- Svatojánská lípa v Kadani
- Lípy u kaple svatého Jana Křtitele
- Dub svatého Petra a Pavla
- Máchův dub
- Kadaňská douglaska